# Blue Moon Mark 1
Blue Moon Mark 1 est un atterrisseur lunaire développé par la société Blue Origin capable de déposer une charge utile de plus de 3 tonnes à la surface de la Lune. C'est une version cargo du vaisseau Blue Moon qui transportera des astronautes jusqu'à cet astre. Sa première mission, baptisée Blue Moon Mk1 Pathfinder qui devrait avoir lieu fin 2025 comprend le transport d'un instrument développé par la NASA dans le cadre de son programme CLPS.

## Historique
Blue Moon Mark 1 est la version cargo du vaisseau spatial habité Blue Moon que la société Blue Origin développé pour transporter un équipage d'astronautes à la surface de la Lune dans le cadre du programme Artemis et qui devrait effectuer son premier vol d'ici la fin de la décennie 2020. Le premier vol de la version cargo, Blue Moon Mk1 Pathfinder, est un vol de démonstration qui est planifié pour fin 2025 et qui doit qualifier le fonctionnement des principaux systèmes : propulsion, précision de l'atterrissage (100 mètres), avionique, télécommunications). Pour cette première mission il devrait se poser au pôle sud de la Lune et il n'emporte pas de charge utile. La NASA a toutefois sélectionné en aout 2024 cette mission pour l'emport de l'instrument SCALPSS (prend des images pour mesurer l'impact sur le sol d'un atterrissage sur la Lune) à la surface de la Lune dans le cadre de son programme CLPS. Cette prestation est facturée 6,1 million US$. 

## Caractéristiques techniques
Blue Moon Mark 1 est un engin haut de 8,05 mètres pour un diamètre de 3,08 mètres. Sa masse avec les ergols est de 21,35 tonnes. Il est propulsé par un moteur-fusée BE-7 brulant un mélange de méthane liquide et d'oxygène liquide. Il peut transporter une charge utile de plus de 3 tonnes à la surface de la Lune.